# Tesfaye Tola
Tesfaye Tola (Etiopía, 19 de diciembre de 1974) es un atleta etíope retirado, especializado en la prueba de maratón en la que llegó a ser medallista de bronce olímpico en 2000.

## Carrera deportiva
En los JJ. OO. de Sídney 2000 ganó la medalla de bronce en la maratón, recorriendo los 42,195 km en un tiempo de 2:11:10 segundos, llegando a meta tras su compatriota Gezahegne Abera y el keniano Erick Wainaina.